# 崔心一
崔心一（1901年—1969年11月13日）山东临淄人。中华民国政治人物。

## 生平
崔心一的中文、英文俱佳，擅长快捷翻译电讯稿。他曾多次在中央社任职。1941年11月1日，重庆《新民报·晚刊》问世，崔心一任总编辑。《新民报》社同人百分之九十以上均无党籍。1947年，《新民报》成都社经理崔心一、重庆社经理张君鼎因与张君劢的师生关系而加入中国民主社会党，陈铭德便解除了他们的职务。 
1947年3月1日，崔心一任国民政府立法院第四届立法委员。赴台湾后，曾任国民大会副秘书长。1960年在任总统府国策顾问。
1969年11月13日，崔心一逝世。